# معهد فاتر الهندسي
معهد فاتر الهندسي هو أحد فروع خاتم الأنبية في إيران . وهي مدرجة في القائمة السوداء من قبل وزارة الخزانة الأمريكية والأمم المتحدة والاتحاد الأوروبي .